# Kōdansha
Kōdansha (講談社, Kōdansha) és una de les principals editorials japoneses, que publica tant literatura com manga. La seva seu es troba a Tòquio.

## Revistes manga publicades per Kōdansha
Kodomo (7-10 anys)
- Comic Bon Bon

Shonen (11-15 anys)
- Weekly Shonen Magazine (Shukan Shonen Magazine)
- Monthly Shonen Magazine (Gekkan Shonen Magazine)
- Magazine Special
- Monthly Shonen Rival
- Bessatsu Shōnen Magazine

Seinen (16-18 anys)
- Young Magazine
- Magazine Z
- Afternoon
- Afternoon Quarterly Extra (Afternoon Season Zokan)

Seinen (18-30 anys)
- Young Magazine Uppers
- Morning
- Evening

Shojo (7-15 anys)
- Nakayoshi
- Friend (Bessatu Friend)

Shojo (15-18 anys)
- Dessert
- The Dessert
- Juliet
- El Cazador de la Bruja

Josei
- Be Love
- Be Love Parfait
- Kiss
- Kiss Carnival
- Kiss Plus
- One more Kiss